# Ліверпульський університет
Ліверпульський університет — вищий навчальний заклад, розташований у місті Ліверпуль (Англія).

## Історія
Заснований 1881 року як університетський коледж. 1884 року став відділенням федерального Університету Вікторії. Потім, 1903 року, університет став незалежним із правом надання наукового ступеня й дістав назву «Ліверпульський університет».
Є одним з «університетів з червоної цегли», первинно заснованих як промислові коледжі й таких, що отримали університетський статус до Першої світової війни. Нині входить до Расельської групи. Є одним із 20 найкращих університетів Великої Британії.

## Випускники
Серед випускників налічується вісім лауреатів Нобелівської премії в галузі науки, медицини та справи миру:
- Лікар сер Рональд Росс
- Фізик професор Чарльз Баркла
- Фізіолог сер Чарлз Шеррінгтон
- Фізик сер Джеймс Чедвік
- Хімік сер Роберт Робінсон
- Фізіолог Гар Гобінд Корана
- Фізіолог Родні Портер
- Фізик Юзеф Ротблат

В Університеті також навчався перший президент незалежної Гамбії Дауда Кайраба Джавара